# Gare de Saint-Antoine-de-Breuilh
La gare de Saint-Antoine-de-Breuilh est une gare ferroviaire française de la ligne de Libourne au Buisson, située sur le territoire de la commune de Saint-Antoine-de-Breuilh, dans le département de la Dordogne, en région Nouvelle-Aquitaine.
C'est une halte ferroviaire de la Société nationale des chemins de fer français (SNCF), desservie par des trains TER Nouvelle-Aquitaine.

## Situation ferroviaire
Établie à 19 m d'altitude, la gare de Saint-Antoine-de-Breuilh est située au point kilométrique (PK) 579,950 de la ligne de Libourne au Buisson, entre les gares ouvertes de Vélines et Sainte-Foy-la-Grande.

## Fréquentation
La fréquentation de la gare est détaillée dans le tableau ci-dessous :
|           | 2015   | 2016  | 2017  | 2018  | 2019  | 2020  | 2021  | 2022  | 2023  |
| --------- | ------ | ----- | ----- | ----- | ----- | ----- | ----- | ----- | ----- |
| Voyageurs | 13 132 | 9 590 | 7 437 | 4 979 | 3 149 | 2 807 | 5 358 | 7 402 | 6 964 |

## Service des voyageurs

### Accueil
Halte SNCF, c'est un point d'arrêt non géré (PANG) à accès libre. Elle dispose d'une voie, un quai et un abri.

### Desserte
Saint-Antoine-de-Breuilh est desservie par des trains TER Nouvelle-Aquitaine qui effectuent des missions entre les gares de Bordeaux-Saint-Jean et Sarlat-la-Canéda ou Bergerac.

## Galerie de photos

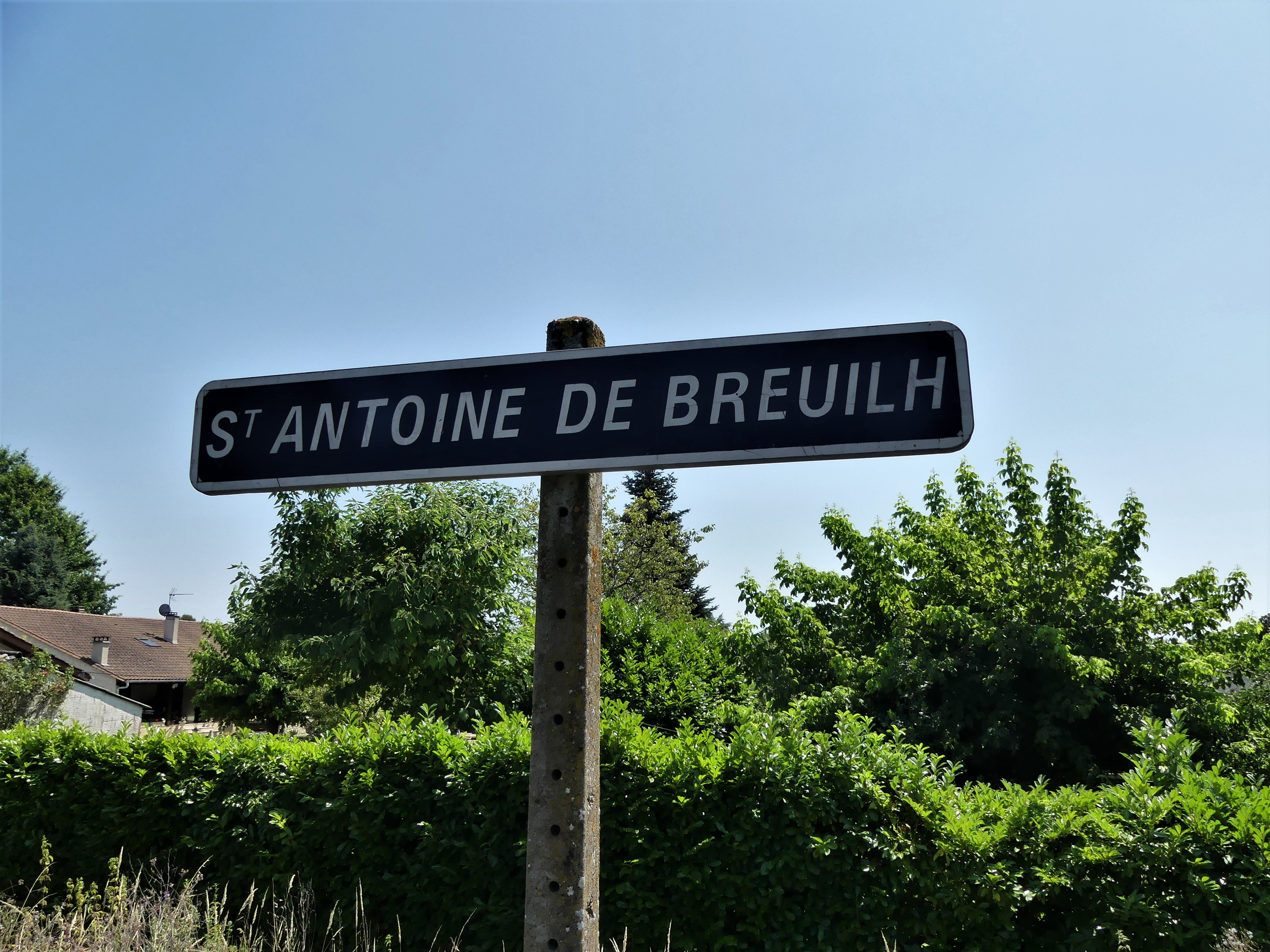
Panneau indicateur.
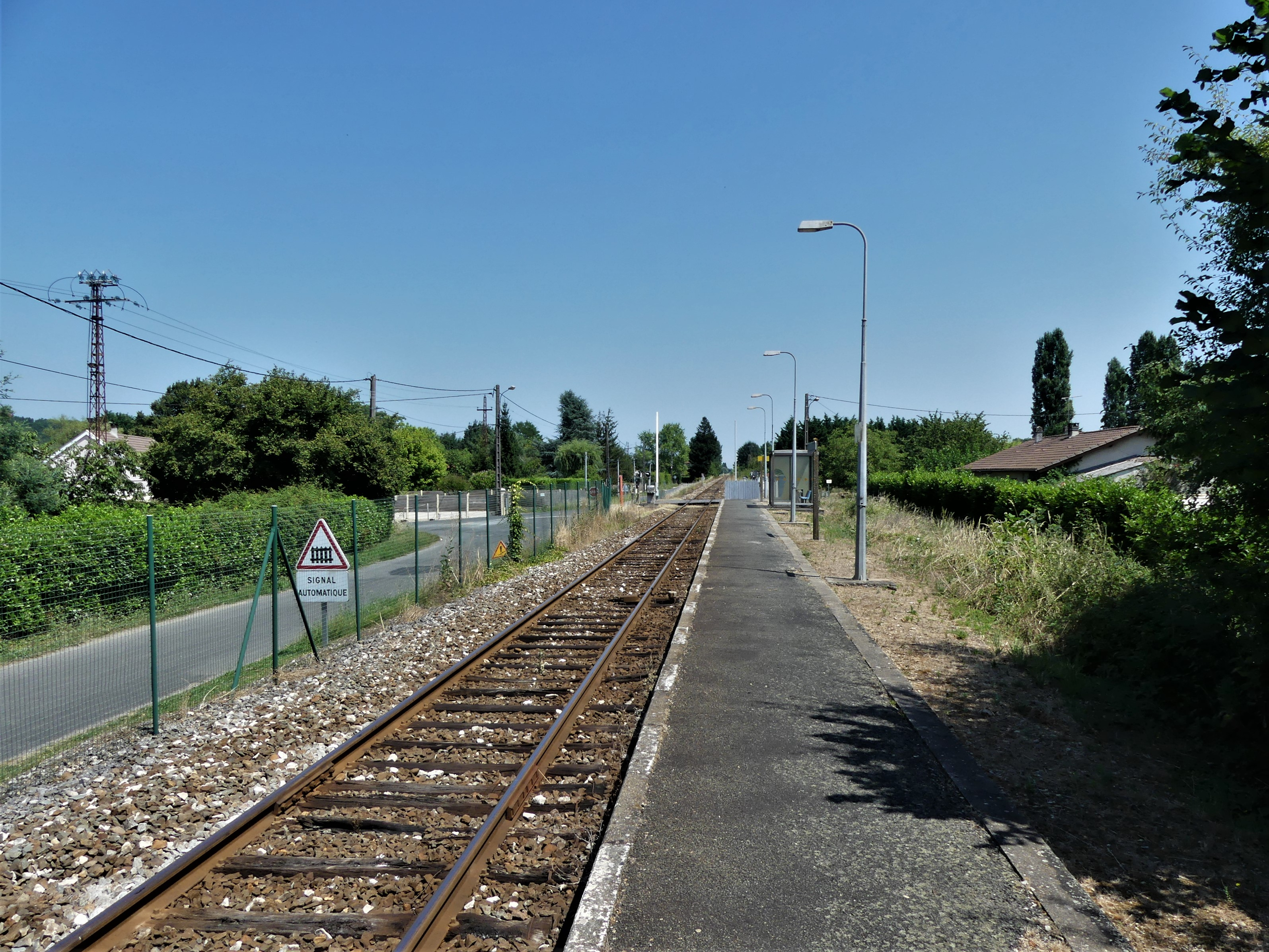
La voie en direction de Bergerac.
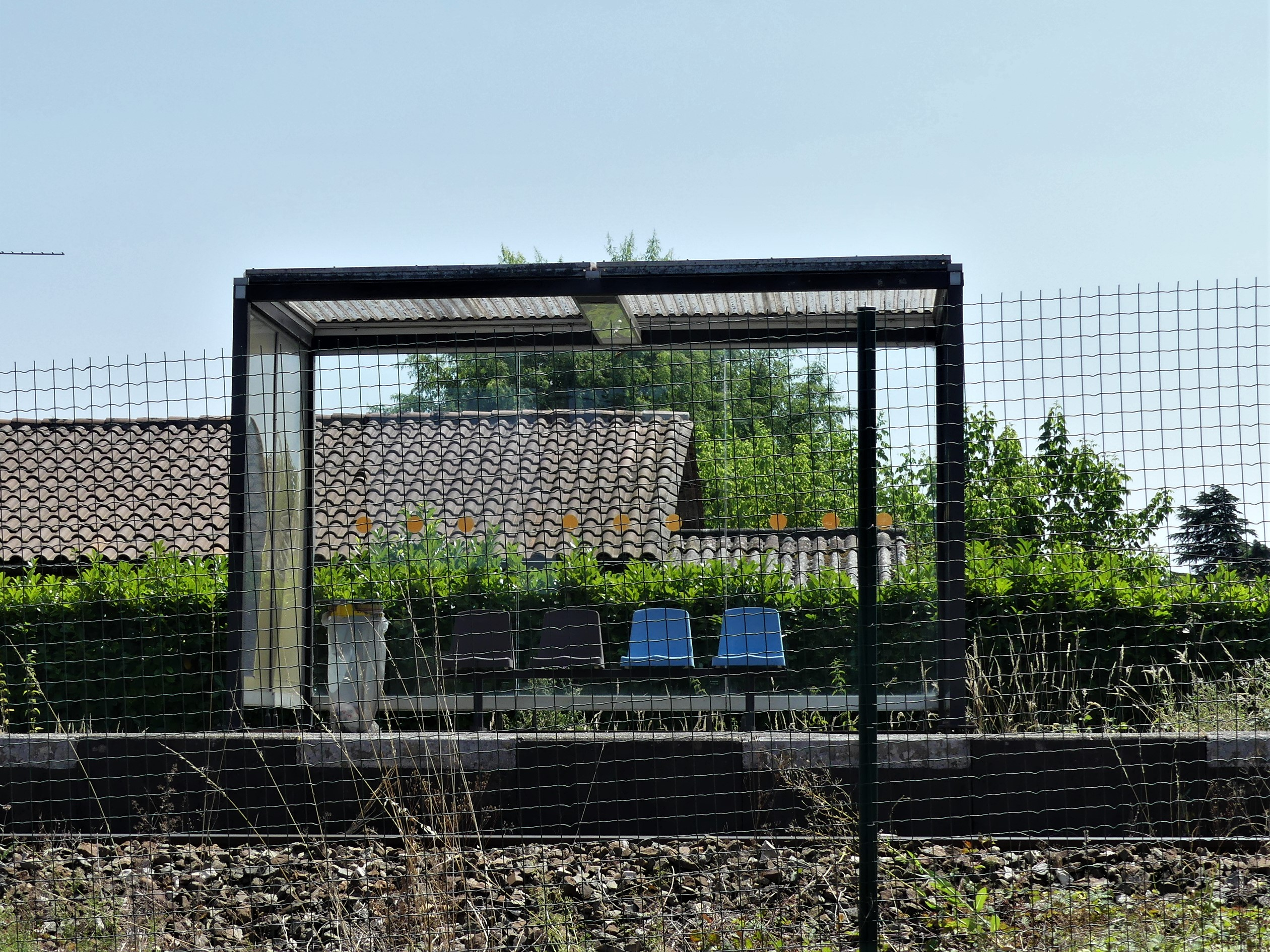
L'abri voyageurs.